# بانسه، کونستانس
شهر بانسه (به رومانیایی: Băneasa, Constanţa) در شهرستان کنستانتسا در کشور رومانی واقع شده‌است. جمعیت این شهر ۵٬۵۳۸ نفر  است.